# Aurora do Pará
Aurora do Pará är en kommun i Brasilien.   Den ligger i delstaten Pará, i den nordöstra delen av landet, 1 500 km norr om huvudstaden Brasília. Antalet invånare är 26 579.
Omgivningarna runt Aurora do Pará är huvudsakligen savann. Runt Aurora do Pará är det mycket glesbefolkat, med 6 invånare per kvadratkilometer.